# Zephyrous
Ivar Enger (nacido el 30 de junio de 1973 en Kolbotn, Noruega), también conocido como "Zephyrous", es un guitarrista noruego que tocó para la banda de black metal Darkthrone. 
Participó en los primeros tres álbumes de la banda; Soulside Journey, A Blaze in the Northern Sky y Under a Funeral Moon, así como el álbum Goatlord; también en las cintas de ensayo de lo que originalmente estaba destinado a ser su segundo álbum (con voces añadidas posteriormente). 
Se dice que se fue para profundizar en la misantropía, en lugar de simplemente irse, ya que Darkthrone nunca tuvo estrés de gira y no se fue antes debido al rápido cambio de death metal a black metal, como lo hizo otro exmiembro Dag Nilsen.
La banda sostiene que Zephyrous se fue a un bosque y nunca regresó. Sin embargo, en una entrevista de 2006 con el sitio web alemán Voices From The Dark Side, Nocturno Culto afirma que todavía tiene contacto con Zephyrous y que le gustaría que se uniera a la banda como invitado en algunas canciones en algún momento
Se conoce muy poca información sobre Zephyrous, ya que Darkthrone siempre ha mantenido el misterio sobre sí mismos, y mucho más sobre los miembros anteriores.
En dos entrevistas en 2001 y 2002 con Nocturno Culto, afirmó que Zephyrous dejó Darkthrone en parte porque se sentía "excluido" por N.Culto y Fenriz, quienes eran muy cercanos en ese momento, y en parte porque era alcohólico y tuvo un desmayo mientras conducía su coche. "Se despertó en el hospital con muchas ataduras". "Dejó Darkthrone muy enojado"  .
Actualmente vive en el sur de Noruega, no involucrado en la música.

## Discografía
Darkthrone
- Soulside Journey (1991)
- A Blaze in the Northern Sky (1992)
- Under a Funeral Moon (1993)